# Cabeus (inslagkrater)
Cabeus is een inslagkrater op de Maan, de krater heeft een diameter van 98 kilometer en bevindt zich op ongeveer 100 kilometer van de zuidpool van de maan. Door deze ligging ligt de krater bijna altijd in de schaduw, omdat bijna geen zonlicht de krater kan bereiken.

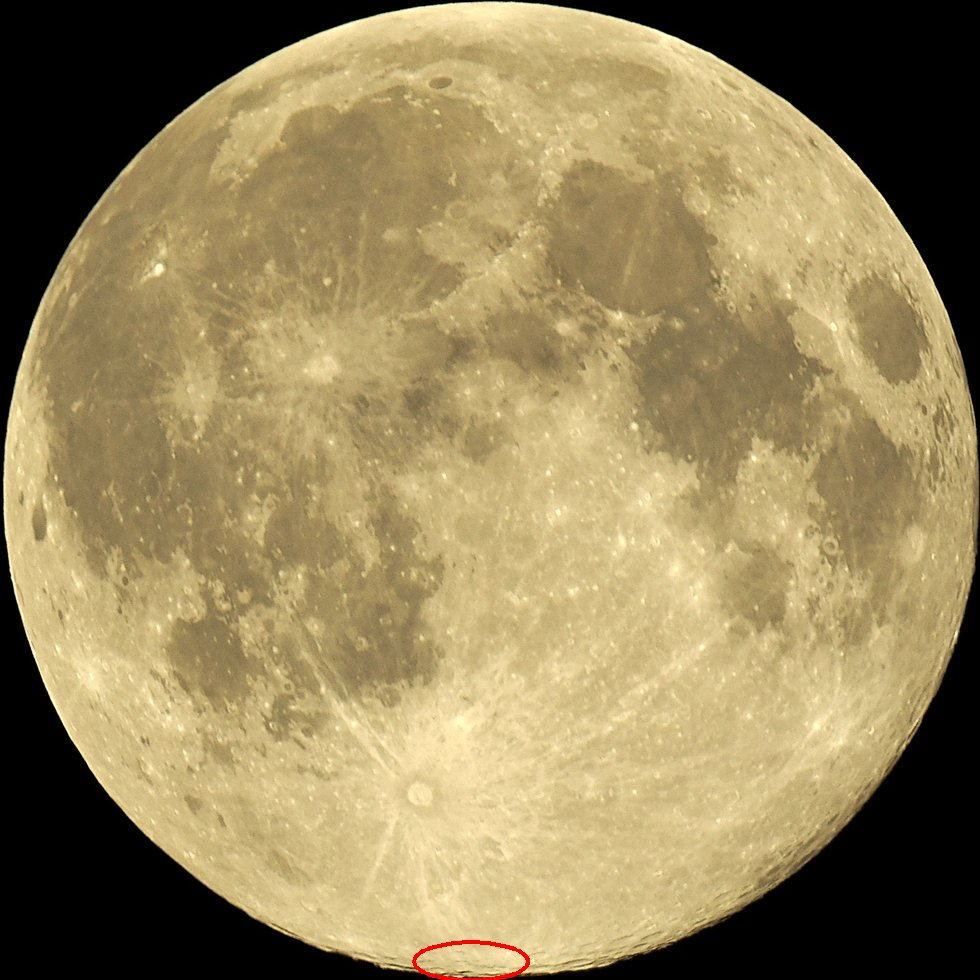
De locatie van Cabeus op de maan

Er werd voor het eerst over de naam Cabeus gesproken in 1651 door Giovanni Riccioli, die informatie over de krater publiceerde in zijn Almagestum Novum. Toen lag Cabeus echter op een andere positie dan nu. De officiële naam en positie voor Cabeus werden toegekend op het IAU-congres van 1935.

## LCROSS
Voor de LCROSS-missie van de NASA, die water moest zoeken bij de zuidpool van de Maan, werd Cabeus aangewezen als impact doel. Op 8 oktober 2009 boorde eerst een Centaur-raket zich in de krater, gevolgd door LCROSS.

## Satellietkraters
| Cabeus | Breedtegraad | Lengtegraad | Doorsnede |
| ------ | ------------ | ----------- | --------- |
| A      | 82.2° ZB     | 39.1° WL    | 48 km     |
| B      | 82.4° ZB     | 53.0° WL    | 61 km     |